# Santa Luċija (Gozo)
Santa Luċija – przysiółek w granicach miejscowości Kerċem (Gozo) na Malcie.

## Historia
Santa Luċija leży na zachód od stolicy wyspy, Victorii. Posadowiona jest między trzema wzgórzami (Għar Ilma, Il-Mixta i Santa Luċija), każde z naturalnym źródłem wody, co skutkuje najbardziej żyznym terenem. Z Victorii do Santa Luċija dojechać można bezpośrednio Triq Qasam San Ġorġ, lub przez Kerċem. Praktycznie, tak na szczeblu diecezjalnym jak i cywilnym, Santa Luċija podlega temu ostatniemu.
Chociaż technicznie jest to przysiółek, miejscowość ta może być określona jako wieś, z całą społecznością skupioną wokół głównego placu zdominowanego przez centralnie ustawiony kamienny krzyż i kościół.
Mieszkańcy uparcie trzymają się tradycyjnego stylu życia, a pasterze mogą nadal, zwłaszcza zimą i wiosną, wypasać swoje owce na zielonych pastwiskach wokół wioski. Wiele starych gospodarstw w okolicy zostało dyskretnie przekształconych w wiejskie wille, z których niektóre są dostępne do wynajęcia.

## Osadnictwo
Osada wzięła swoją nazwę od kościoła usytuowanego w centrum przysiółka. Oryginalna kaplica św. Łucji została zanotowana przez wizytatora apostolskiego Pietro Dusinę w 1575, podczas jego wizytacji. Znaleziska ceramiki w Il-Mixta zostały zinterpretowane jako dowód na to, że obszar ten był najstarszym zamieszkałym miejscem na wyspach maltańskich, z pierwszym osadnictwem datowanym na około 5000 p.n.e. Wokół płaskowyżu Għar Ilma istnieje osada późnośredniowiecznych domów. Dokumenty spisowe z 1667 określają Tal Qabbieża lub Santa Caterina (współczesna Santa Luċija) jako główny dystrykt obejmujący „mniejsze” siedliska, takie jak Dwejra, Għajn Abdul, Għar Ilma, ta' Kerċem i San Lawrenz. W połowie XIX wieku do stolicy, Rabatu, dostarczana była, za pomocą specjalnych tuneli i zbiorników, woda ze źródeł w Għajn Abdun i Għar Ilma.

## Pozostałości historyczne
Santa Luċija oferuje więcej starożytnych atrakcji turystycznych. Na terenie wokół Ras il-Wardija można znaleźć różne punicko-greckie pozostałości, w tym sanktuarium. Jego górna część zawiera wykute w skale pomieszczenie oraz zbiornik na wodę. Nie wiadomo, jakie bóstwo fenickie było tutaj czczone, ale archeolodzy zapewniają, że używanie sanktuarium jako miejsca kultu kontynuowane było pod rządami Rzymian. Po wiekach nieużywania w średniowieczu sanktuarium było wykorzystywane jako pomieszczenie mieszkalne.

## Fiesty
Santa Luċija jest gospodarzem wielu lokalnych imprez, które często są organizowane przez Fondazzjoni Folkloristika Ta' Klula. Trzy coroczne wydarzenia przyciągają dużą liczbę zwiedzających:
- Bis-Saħħa Wine Festival w czerwcu – festiwal wina z lokalnym winem, jedzeniem oraz tradycyjnymi tańcami i muzyką
- Ikla tan-Nanna (Obiad Babci) w lipcu – coroczna impreza kulinarna z tradycyjnym domowym posiłkiem i lokalną rozrywką. Plac wiejski urządzony jest w stylu minionych lat
- Light Festival (Święto Światła) w grudniu – interesujący zimowy festiwal obchodzony w niedzielę najbliższą 13 grudnia, dzień uroczystości liturgicznej patronki wioski, św. Łucji. Młode dziewczęta z girlandami zapalonych świec na głowach rozpalają ognisko na placu. Orkiestry dęte zabawiają odwiedzających, którzy mogą również skosztować tradycyjnego jedzenia i lokalnego wina. Słynne „bułeczki św. Łucji” są rozdawane uczestnikom, którzy opuszczają kościół po mszy świętej[6].

Santa Luċija, przede wszystkim za wspaniałą Ikla tan-nanna (obiad babci), otrzymała „Award for Local Intangible Heritage” (Dyplom dla Lokalnego Dziedzictwa Niematerialnego) oraz dyplom Komisji Europejskiej „European Destination of Excellence Award” za lata 2007–2008.  

## Zarządzanie
Santa Luċija pozostaje integralną częścią rady lokalnej Kerċem, jednak ma własną administrację w postaci Santa Luċija Administrative Committee. Komitet Administracyjny Santa Luċija został utworzony w 2010 na mocy nowelizacji ustawodawstwa rady lokalnej w Kerċem.